# Lucerna-pikkelyesormányos
A lucerna-pikkelyesormányos (Hypera postica) az ormányosbogár-félék családjába tartozó, eredetileg Eurázsiában honos, de Észak-Amerikába és Ausztrálázsiába is behurcolt, pillangósvirágúak levelével táplálkozó bogárfaj. 

## Megjelenése
A lucerna-pikkelyesormányos testhossza kb. 5 mm. Sárgásszürkén márványozott, pikkelyekkel borított hátáról könnyen felismerhető, az idős egyedek esetében ezek azonban nagyrészt le is kophatnak. Az előtort, szárnyfedőket és a hasi oldalt is borító szélesek és mélyen behasítottak (a lebenyek kb. kétharmadát teszik ki a pikkely hosszának). A fejet is aranyszínű és szürke pikkelyek borítják, a hosszú ormány vége felé egyre ritkásabban. Szemei ellipszis alakúak, a köztük lévő távolság kisebb, mint a szem hossza. Csápjai kissé megtörtek, sötét végük bunkós. Az előtor hossza és szélessége nagyjából azonos, valamivel a középvonal felett a legszélesebb; oldalai ívesek. Pikkelyei barnák és rezesek, a széleken és a középvonalban világosabb színűek. A szárnyfedőkön erősebben pontozott csíkokat és finoman pontozott lapos köztesbordákat figyelhetünk meg, de ezeket a pikkelyek többnyire elfedik. A sárgás és szürke pikkelyzet középen (kb. 3-3 borda szélességében) sötétebb hosszú foltot alkot, ami túlnyúlik a szárnyfedők közepén. Hosszú, erős lábait is pikkelyek fedik, csak a karmai látszanak ki. A nőstények általában szélesebbek a hímeknél. 
A kifejlett lárva kb. 8 mm hosszú, színe világoszöld egy halványabb háti csíkkal, feje fekete. 

## Elterjedése
Eredetileg Eurázsiában volt honos, de mára a lucerna kártevőjeként általánosan elterjedt Észak-Amerikában (1904 óta) és Ausztráliában is. 

## Életmódja
Rétek, legelők, átszélek, parlagok, mezőgazdasági táblák lakója, ahol tápnövényeit megtalálja. Elsősorban különféle pillangósok (főleg lucerna és here, de bükköny, csüdfű, bagolyborsó, csillagfürt) de ritkábban más fajok (eper, laboda) leveleivel, virágaival táplálkozik. Elszaporodva súlyos károkat okozhat a termesztett haszonnövényeken (főleg a lucernán), egyes helyeken négyzetméterenként 1500 lárvát is megszámoltak. Az áttelelő imágók kora tavasszal (akár melegebb januári és februári napokon) aktiválódnak. A növekedésnek indult tápnövények bimbóit és levélszéleit rágogatja, de gyakran átrágja a szárat is. A párzásra kora tavasszal kerül sor, a nőstények már márciusban elkezdhetik a peterakást. Ehhez a nőstények lyukakat rágnak a vastagabb szárakba és több, akár 25 petét helyeznek el benne. A nőstények igen termékenyek, a peterakás időszaka hosszúra is nyúlhat. A petékből 10-18 nappal későb kelnek ki a lárvák, amelyek levélrügyeket keresnek, belefúrják magukat és belülről falják fel azokat. Általában ilyenkor okozzák a legnagyobb károkat. A növekvő lárvák már nagyobb leveleket keresnek, amelyből gyakorlatilag csak az ereket hagyják meg. A súlyosan érintett lucernamezők egészen szürkének tűnnek. A lárvák négy hét alatt négyszer vedlenek, majd szálakból font gubóban bebábozódnak. A bábból egy-két héttel később kelnek ki az imágók, amelyek a nyár legmelegebb időszakát átalusszák, majd nyár végén újra táplálkozni kezdenek. Ősz végén bebújnak a talajba és áttelelnek. A mérsékelt éghajlaton évente egy nemzedékük nő fel. Melegebb vidékeken párzási időszakuk augusztus végéig elhúzódhat és a lárva is áttelel. 

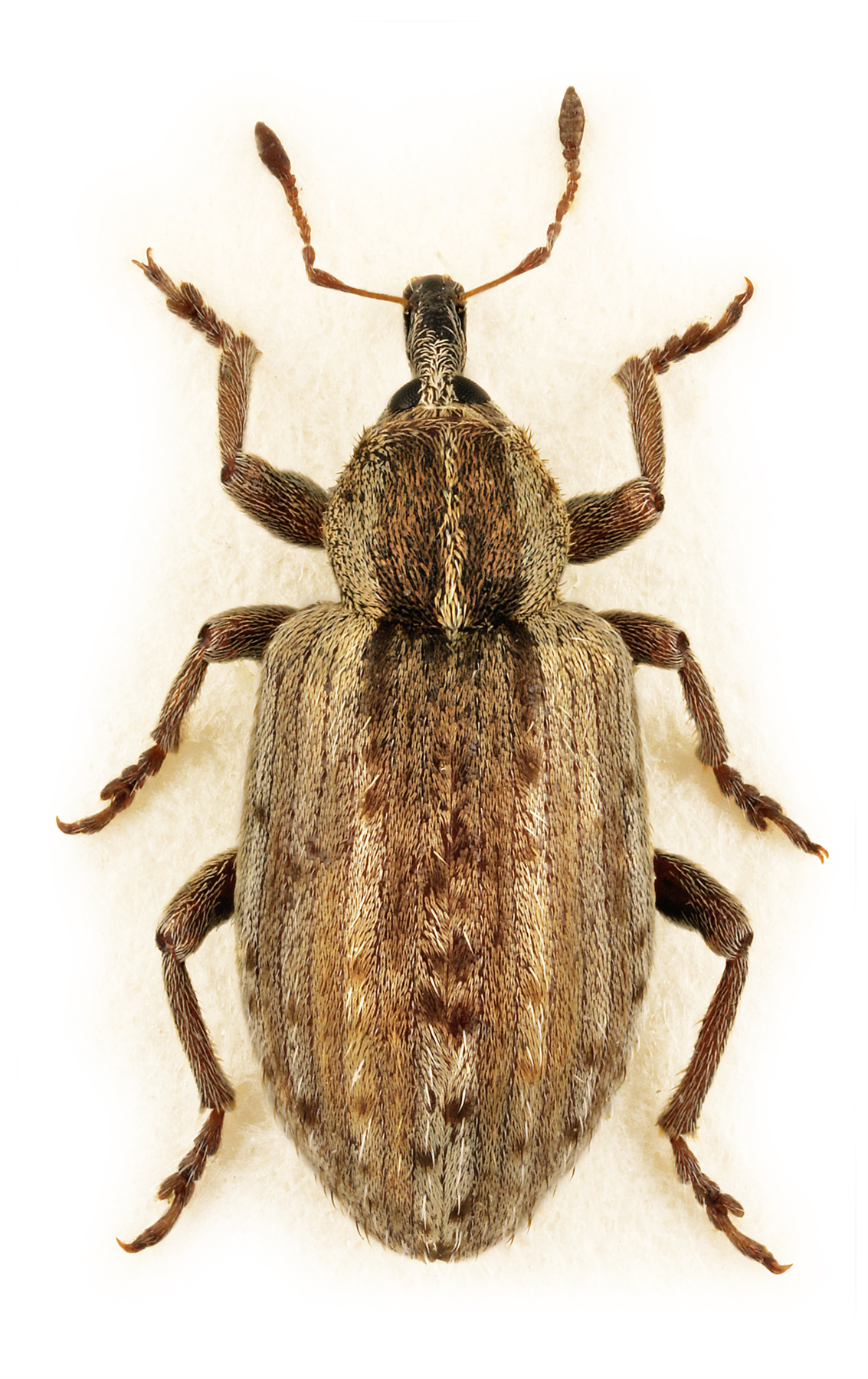
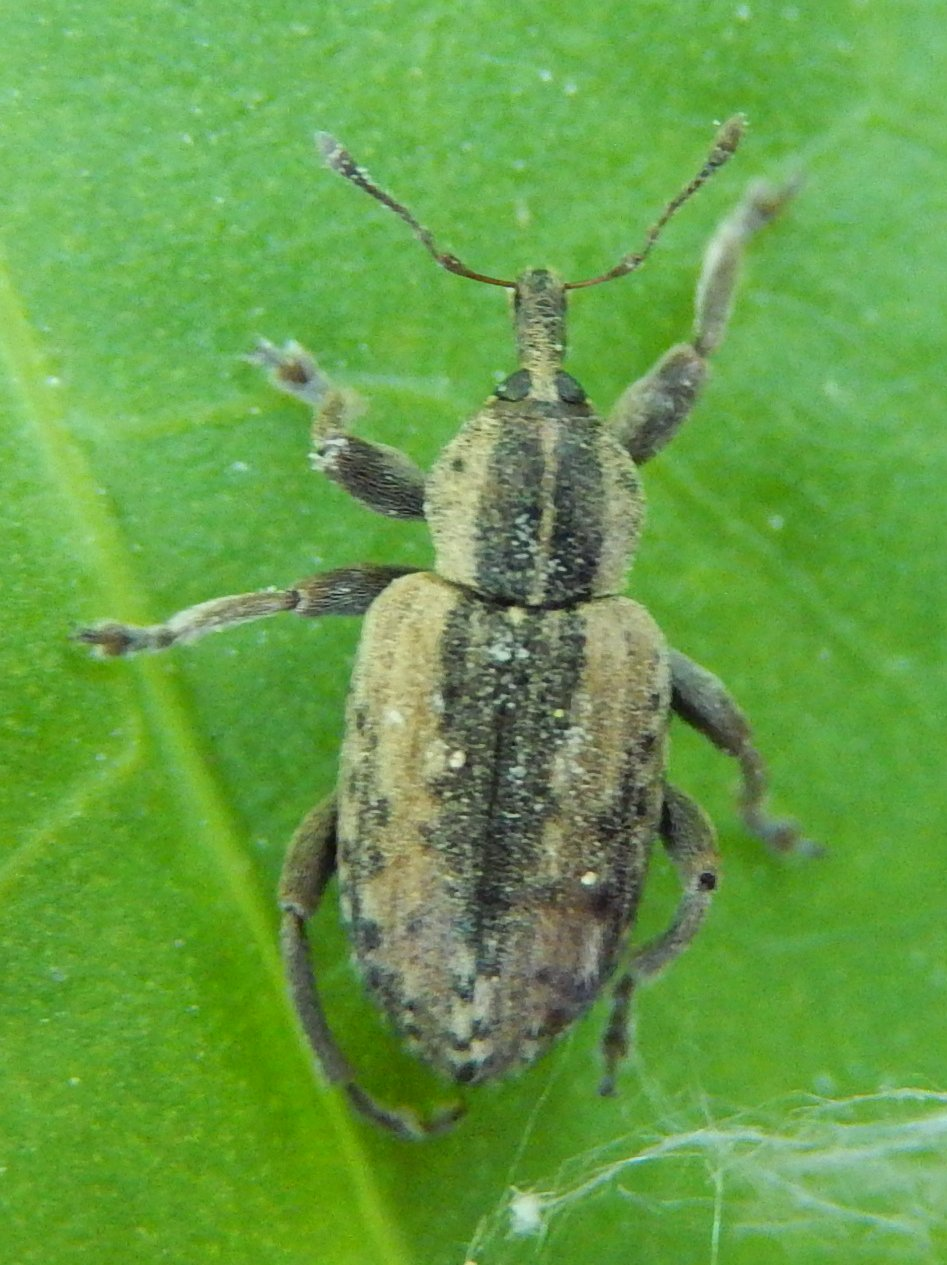
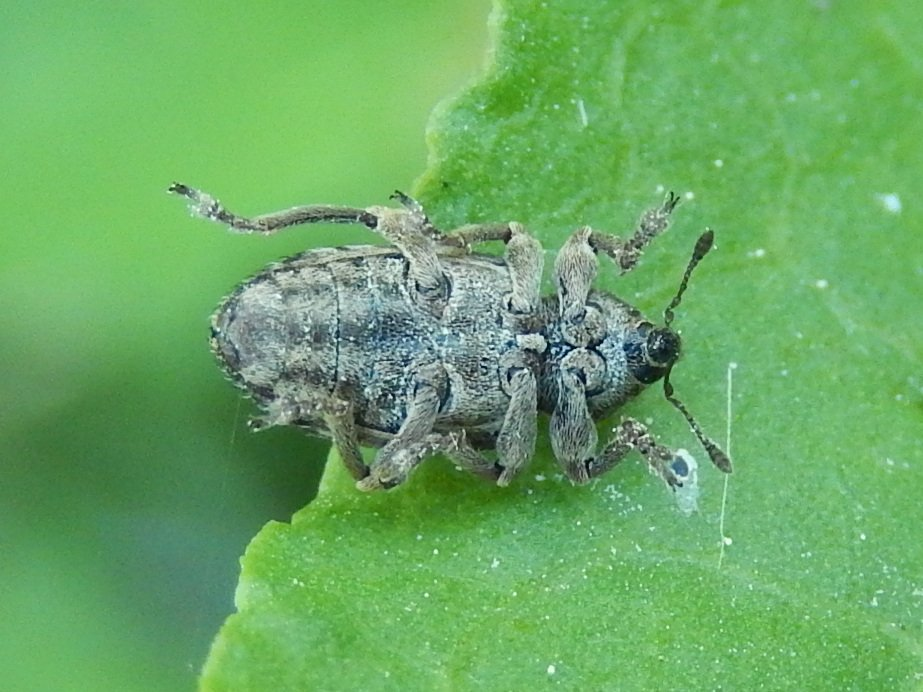
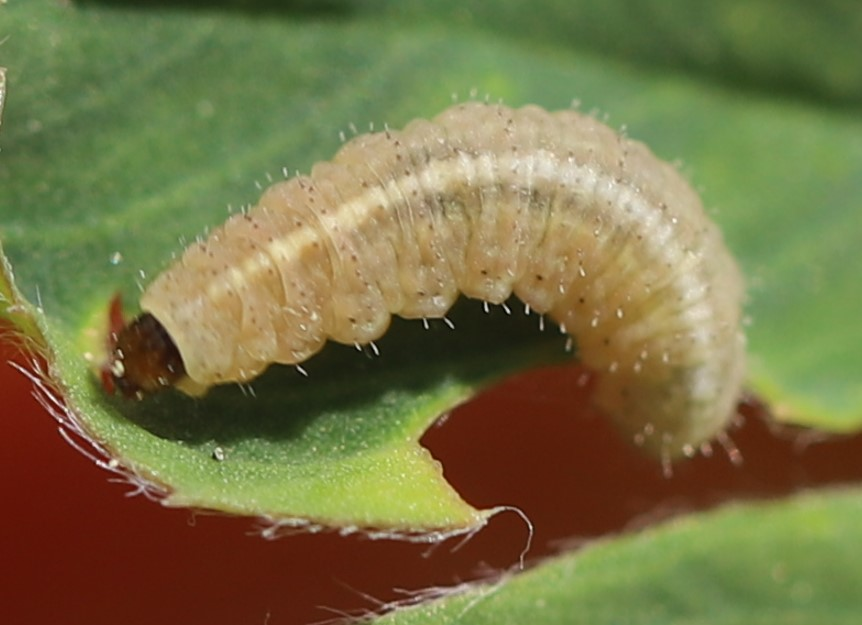
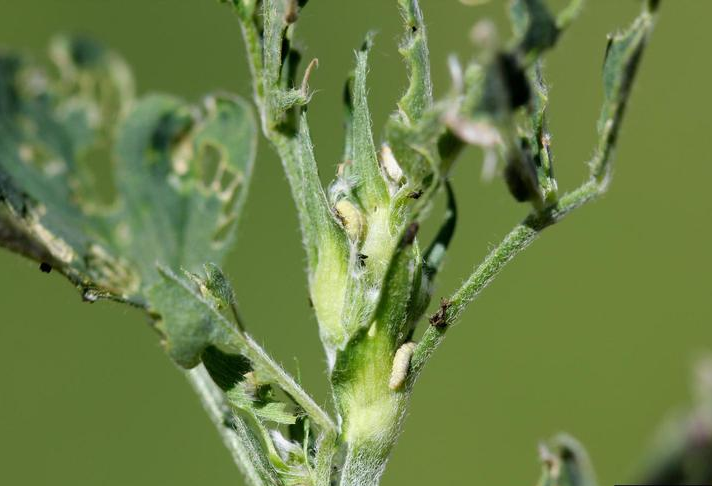

Magyarországon nem védett.